# Pirganj
Pirganj är ett underdistrikt i Bangladesh. Det ligger i den norra delen av landet, 220 km nordväst om huvudstaden Dhaka.
Trakten runt Pirganj består till största delen av jordbruksmark. Runt Pirganj är det mycket tätbefolkat, med 1 177 invånare per kvadratkilometer.